# Katharine Hepburn
Katharine Hepburn (n. 12 mai 1907, Hartford, Connecticut, SUA – d. 29 iunie 2003, Old Saybrook⁠(d), Connecticut, SUA) a fost o actriță americană de teatru, televiziune, voce și film, laureată a patru premii Oscar, record încă nedepășit de nicio actriță sau niciun alt actor.
Hepburn este privită în general ca una dintre marile figuri ale istoriei filmului. Institutul American de Film a clasat-o pe locul I într-un top al celor mai mari actori de film ai secolului al XX-lea. Cunoscută pentru independența și personalitatea ei acerbă, Hepburn s-a poziționat ca fruntașă în industria de la Hollywood timp de peste 60 de ani. Astfel, în 1999, lui Hepburn i-a fost acordat titlul de cea mai recunoscută celebritate a cinematografiei clasice de la Hollywood, de către Institutul American de Film.

## Biografie

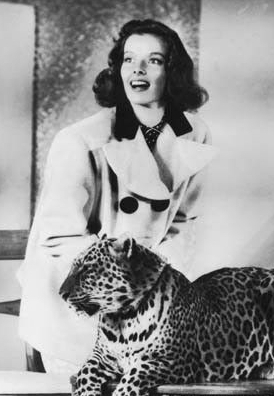
Fotografie publicitară cu Hepburn pentru filmul Leopardul Suzanei, 1938

Născută în Hartford, statul Connecticut, într-o familie bogată, a început să joace teatru în timp ce studia la Bryn Mawr College. După 4 ani de în teatru, recenziile favorabile ale pieselor sale de pe Broadway au adus-o în atenția Hollywood-ului. Primii ani în industria cinematografică au fost marcați cu succes, inclusiv un premiu Oscar pentru cea mai bună actriță pentru filmul, Morning Glory (1933), urmați de o serie de eșecuri comerciale, precum filmul Bringing Up Baby, unde a interpretat rolul principal feminin, jucând alături de Cary Grant.
Hepburn a revenit în forță prin cumpărarea contractului cu RKO Radio Pictures și dobândirea drepturilor pentru filmul The Philadephia Story pe care l-a vândut cu condiția ca ea să fie starul principal. Jucând alături de Cary Grant și James Stewart, filmul a obținut un succes substanțial în box-office, plasând-o pe actriță spre obținerea unei a treia nominalizări la Oscar pentru cea mai bună actriță în rol principal. Filmele Bringing Up Baby și The Philadelphia Story sunt considerate ca fiind unele dintre cele mai bune comedii ale tuturor timpurilor. În 1940, a semnat contractul cu Metro-Goldwyn-Mayer. Parteneriatul a durat 25 de ani, timp în care au fost produse 9 filme.
Mult mai târziu în carieră, în anii târzii 1960 și apoi în primii ani ai deceniului 1980 au urmat alte trei Oscaruri definitorii (pentru cei care o uitaseră sau „o îngropaseră”), pentru interpretările sale în filmele Guess Who's Coming to Dinner (1967), unde a jucat alături de Spencer Tracy și Sidney Poitier, pentru The Lion in Winter (1968) și pentru On Golden Pond (1981), alături de Henry Fonda și Jane Fonda.
În anii 1970, a început să apară în filme de televiziune, devenind centrul carierei sale ulterioare. A rămas activă în industrie și la bătrânețe, făcându-și apariția finală pe ecran în 1994, la 87 de ani. După o perioadă de inactivitate și sănătate precară, Hepburn a murit în 2003, la vârsta de 96 de ani.
Hepburn a refuzat să se conformeze așteptărilor societății cu privire la femei. Întotdeauna spunea ce gândea și având o personalitate atletică, purta pantaloni înainte de a fi la modă, inspirând femeile să îi calce pe urme. S-a căsătorit de tânără însă după aceea a trăit independent. A reușit să mențină relația de 26 de ani cu Tracy Spencer departe de public. Având un stil de viață neconvențional și prin personajele independente pe care le-a portretizat pe marele ecran, Hepburn a întrupat pe "femeia modernă" a Statelor Unite ale secolului XX și este amintită ca o figură culturală importantă.

## Actriță shakespeariană
S-a remarcat prin talentul actoricesc, frumusețe și dicțiunea impecabilă, cu clare influențe de New England și de engleză britanică, fiind categorisită încă de la începutul carierei teatrale ca o actriță shakespeare-iană.
Hepburn rămâne până în prezent singura actriță care a câștigat de-a lungul întregii vieți patru premii Oscar la această categorie, la care se adaugă premiile Globul de Aur, Premiile Emmy sau César. A fost nominalizată de douăsprezece ori la același premiu, cel al Academiei Americane.
Hepburn a fost una dintre puținele actrițe care a refuzat să dea interviuri sau să apară la diferite petreceri mondene din vremea sa.

## Hepburn și Tracy
Katharine Hepburn a jucat în nouă filme alături de actorul american Spencer Tracy, cu care a format un cuplu nemuritor pe ecran, dar cu care nu s-a putut căsători niciodată, Tracy fiind deja căsătorit. În același timp, Tracy era, pe de o parte devotat catolicismului, deci teoretic opus divorțului, dar mai ales dintr-un puternic sentiment de vină referitor la fiul său născut surd.

## In memoriam Hepburn
- În anul 2007 Hepburn ar fi împlinit vârsta de 100 de ani, prilej cu care, în memoria sa, au fost lansate numeroase cărți autobiografice și documentare.

## Filmografie selectivă

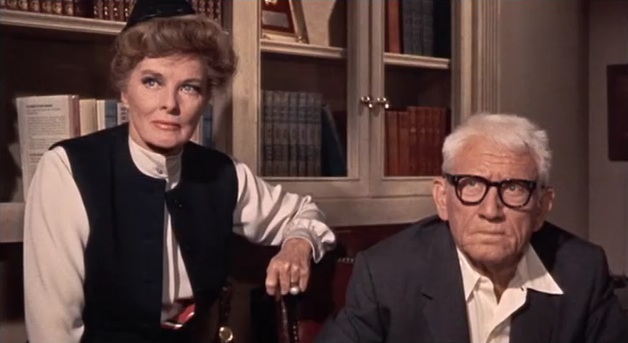
Hepburn și Spencer Tracy în Ghici cine vine la cină ?

Hepburn a jucat în numeroase piese de teatru și în peste 50 de filme între care:

### Anii 1930
- 1932 Motiv de divorț (A Bill of Divorcement), regia George Cukor
- 1933 Cele patru fiice ale doctorului March (Little Women), regia George Cukor
- 1933 Morning Glory, regia Lowell Sherman – primul Oscar
- 1935 Sylvia Scarlett, regia George Cukor
- 1936 Maria Stuart (Mary of Scotland), regia John Ford și Leslie Goodwins
- 1937 Pensiunea artistelor (Stage Door), regia Gregory La Cava
- 1938 Leopardul Suzanei (Bringing Up Baby), regia Howard Hawks
- 1938 Vacanța (Holiday), regia George Cukor

### Anii 1940
- 1940 Poveste din Philadelphia (The Philadelphia Story), George Cukor
- 1942 Disputa (Woman of the Year), George Stevens
- 1947 Marea de iarbă (The Sea of Grass), Elia Kazan
- 1948 O poveste adevărată (State of the Union), Frank Capra
- 1949 Coasta lui Adam (Adam's Rib), George Cukor

### Anii 1950
- 1951 Regina africană (The African Queen), regia John Huston
- 1952 Perseverența (Pat and Mike), regia George Cukor
- 1955 De-a lungul verii (Summertime), regia David Lean
- 1956 Banii nu contează! (The Iron Petticoat), regia Ralph Thomas
- 1956 Omul care aduce ploaia (The Rainmaker), regia Joseph Anthony
- 1959 Brusc, vara trecută (Suddenly, Last Summer), regia Joseph L. Mankiewicz

### Anii 1960
- 1962 Lungul drum al zilei către noapte (Long Day's Journey Into Night), regia Sidney Lumet
- 1967 Ghici cine vine la cină? (Guess Who's Coming to Dinner), regia Stanley Kramer – al doilea Oscar
- 1968 Leul în iarnă (The Lion in Winter), regia Anthony Harvey – al treilea Oscar
- 1969 Nebuna din Chaillot (The Madwoman of Chaillot), regia Bryan Forbes

### Anii 1970
- 1971 Troienele (The Trojan Women), regia Michael Cacoyannis
- 1973 Echilibru fragil (A Delicate Balance), regia Tony Richardson
- 1973 Menajeria de sticlă (The Glass Menagerie), regia Anthony Harvey
- 1975 Dragoste târzie (Love Among the Ruins), regia George Cukor
- 1975 Adevăratul curaj (Rooster Cogburn), regia Stuart Millar

### Anii 1980
- 1981 Pe lacul auriu (On Golden Pond), regia Mark Rydell – al patrulea Oscar
- 1985 Grace Quigley, regia Anthony Harvey

### Anii 1990
- 1992 Bărbatul din mansardă (The Man Upstairs), regia George Schaefer
- 1994 Crăciun cu tata (One Christmas), regia Tony Bill
- 1994 Dragoste de o viață (This Can't Be Love), regia Anthony Harvey
- 1994 Poveste de dragoste (Love Affair), regia Glenn Gordon Caron

## Activitatea teatrală
- Gazdele de noapte
- Aceste zile
- Domnul Bottle și arta
- Lacul
- Jane Eyre
- Poveste din Philadelphia
- Fără dragoste
- Cum vă place
- Milionarii
- Neguțătorul din Veneția
- Măsură pentru măsură
- Antoniu și Cleopatra
- A douăsprezecea noapte
- Coco
- Vals din cartierul de vest